# Bosbandspanner
De bosbandspanner (Epirrhoe rivata) is een vlinder uit de familie Geometridae, de spanners. De voorvleugellengte bedraagt tussen de 14 en 16 millimeter. Hij overwintert als pop.

## Waardplanten
De bosbandspanner heeft als waardplanten diverse walstro-soorten.

## Voorkomen in Nederland en België
De bosbandspanner is in Nederland en België een vrij gewone soort, die verspreid over het hele gebied kan worden gezien. De vlinder kent twee generaties die vliegen van begin mei tot in september.